# Argemone arida
Argemone arida är en vallmoväxtart som beskrevs av Joseph Nelson Rose. Argemone arida ingår i släktet taggvallmor, och familjen vallmoväxter. Inga underarter finns listade i Catalogue of Life.